# 島津清彦
島津 清彦（しまづ　きよひこ、男性、1965年2月10日 - ）は、東京都出身の経営者、経営コンサルタント、禅マインドプロデューサー。
シマーズネクスト株式会社代表取締役社長。株式会社シマーズ代表取締役社長、株式会社ZENTech（ゼンテク）取締役ファウンダー、禅メソッドアカデミー学長、曹洞宗僧侶、元ソニー不動産取締役。元スターツピタットハウス株式会社代表取締役社長。

## 経歴
東京都江東区深川生まれ。江東区立平久小学校、江東区立深川第三中学校、東海大学付属高輪台高等学校、東海大学政治経済学部経済学科卒業。
1987年、千曲不動産株式会社（現スターツコーポレーション株式会社）に入社。
海外事業、法人事業、人事採用、ピタットハウス店長、ブロック長、部長、執行役員等を務める。
2001年、取締役人事部長兼ピタットハウス事業部長、専務取締役広報海外総研担当。2008年スターツファシリティーサービス株式会社代表取締役社長を経て、2011年7月よりスターツピタットハウス株式会社代表取締役社長を務めた。
2012年3月末にスターツコーポレーション株式会社取締役ならびにスターツピタットハウス株式会社代表取締役社長を辞任。2012年4月に株式会社シマーズを起業。
2012年8月、曹洞宗 高雲山 十和田観音寺にて得度し、仏門に入る。
同年9月、一般社団法人禅トレプレナー協会を設立し代表理事に就任。
2014年5月、ソニー不動産株式会社（現SREホールディングス株式会社）執行役員に就任。
2018年株式会社ZENTech（ゼンテク）を起業（現在は取締役ファウンダー）。
2023年4月に3社目となるシマーズネクスト株式会社を起業した。
- 1987年 4月 - 千曲不動産株式会社（現スターツコーポレーション株式会社）入社
- 2001年 6月 - スターツコーポレーション株式会社取締役人事部長
- 2005年10月 - スターツコーポレーション株式会社専務取締役（退任済み）
- 2008年10月 - スターツファシリティーサービス株式会社代表取締役社長（退任済み）
- 2011年 7月 - スターツピタットハウス株式会社代表取締役社長（退任済み）
- 2012年 4月 - SHIMARS(株式会社シマーズ)設立　代表取締役社長
- 2012年 9月 - 一般社団法人禅トレプレナー協会設立 代表理事
- 2014年 5月 - ソニー不動産株式会社 執行役員（退任済み）
- 2018年　　 - 株式会社ZENTech（ゼンテク）設立　代表取締役社長（現在は取締役ファウンダー）
- 2023年 4月 - シマーズネクスト株式会社設立　代表取締役社長

　スターツグループでは、取締役人事部長として延べ6,000人の採用面接を行い、急成長する組織の制度と風土改革を実行した。その後グループ会社２社の経営トップとして、1社は５年弱で約5億5千万円の営業損益を改善し、1社は過去最高益を達成した。東日本大震災での被災を機に独立起業し、コンサルティング会社、株式会社シマーズを設立。これまでの経営経験から得た「実践知」を日本の企業に広く提供。同年、仏門入りしてからは多くの経営者、ビジネスリーダーに禅の教えを伝える一方で、駒澤大学や全国仏教系大学学長会議等で講演。禅とビジネス界に架け橋を架ける活動も行っている。2014年にはソニー不動産株式会社のスタートアップに役員として参画。事業を軌道に乗せた後は退任し、2018年には株式会社ZENTechを設立。チーム・組織の心理的安全性を計測・実装するコンサルティング事業を行う。2022年10月に代表を退き現職。2023年4月3社目の起業となるシマーズネクスト株式会社を設立した。

　経営者にして禅僧である。禅をベースにしたコーチングや研修を行う、禅マインドプロデューサーとして活躍している。ビジネスの世界だけではなくスポーツ界にもコーチングを行っており、近年では2020年から広島東洋カープの矢崎拓也投手や東京ヤクルトスワローズの木澤尚文投手の指導を行っている。

## 人物
高校1年の時、日本テレビTVジョッキーのお笑いチャレンジコーナーザ・チャレンジでチャンピオンとなり、白いギターを手にした経歴も持つ。金髪でピアスをあけている。伊豆大島の土砂災害を機に家族で復興支援に力を入れている。島津自身は坐禅体験ツアー（禅リトリートin伊豆大島）を企画・開催し、大島への観光客誘致活動を行っており、娘の島津恵梨花は第59代ミス大島。妻の恵が開発した世界でも例のない椿の生花から作るプリザーブドフラワーは伊豆大島のふるさと納税返礼品にも採用されている。

## 著書
- 『仕事に活きる禅の言葉』（2013年、サンマーク出版）ISBN 4763133187
- 『翌日の仕事に差がつく　おやすみ前の５分禅』（天夢人）
- 『心が回復する禅問答』（プレジデント社）[1]

## 出演

### テレビ
- 日経プラス10（2013年12月13日、BSジャパン）- 「禅で経営が変わる？世界が認める業績アップ術」
- プロフェッショナル仕事の流儀（2012年7月9日、NHKテレビ）

## 参照
- ソニー不動産株式会社　営業開始のお知らせ-ソニー株式会社プレスリリース
- ソニー不動産株式会社設立のお知らせ -ソニー株式会社プレスリリース